# Lucius Calpurnius Piso Caesoninus (konsul 58 f.Kr.)
Lucius Calpurnius Piso Caesoninus var en romersk politiker, svärfar till Julius Caesar. Han var far till Lucius Calpurnius Piso Pontifex.
Piso Caesoninus var konsul 58 f.Kr. och censor från 50 f.Kr.. Som ståthållare i provinsen Macedonia  gjorde han sig ökänd bland annat för sina svåra tjänstefel och rofferier av konstverk, med vilka han smyckade sin villa i Herculaneum.